# سوراخ کلید
سوراخ کلید یا سوراخ قفل (انگلیسی: Keyhole) یک فیلم کانادایی درام مهیج به کارگردانی گای مدین محصول سال ۲۰۱۱ است. از بازیگران آن می‌توان به جیسون پاتریک، ایزابلا روسلینی، اودو کیر، کوین مک‌دونالد، و کوین مک‌دانلد اشاره کرد.
فیلم آمیزه‌ای‌ست سوررئال از ژانرهای فیلم گانگستری و خانهٔ روح‌زده که با الهام‌گیری از ادیسه هومر ساخته شده‌است.